# ハーバーランド駅
ハーバーランド駅（ハーバーランドえき）は、兵庫県神戸市中央区東川崎町にある神戸市営地下鉄海岸線の駅である。駅番号はK04。

## 概要
JR神戸線神戸駅と浜手バイパスに挟まれた地下にあり、駅名の由来となった神戸ハーバーランドの最寄り駅である。神戸駅に隣接しており、駅名は異なるが乗換駅として案内されている。

### 近隣の鉄道路線
括弧内は駅番号を示す。
- 西日本旅客鉄道（JR西日本）
  -  JR神戸線 - 神戸駅 (JR-A63)
- 阪神電気鉄道・阪急電鉄
  -  神戸高速線 - 高速神戸駅 (HS 35)

## 歴史
- 2001年（平成13年）7月7日：神戸市営地下鉄海岸線の開通と同時に開業[1]。
- 2011年（平成23年）4月：同月より2年間を期限として、神戸地下街（株）を広告主とする駅名板下広告として「デュオこうべ前」が掲出される[2]（以後、2018年度まで掲出を更新[3]）。
- 2019年（平成31年）3月31日：駅名板下広告の契約期間が終了。

## 駅構造
地下1階にコンコースと改札があり、地下2階にプラットホーム（島式1面2線）がある。トイレは改札内にある。
駅イメージテーマは「海を感じるモダンシティ」。JR神戸駅の乗換駅にあたる当駅は、コンコースを十分広く取り、隣接するデュオ神戸との連絡性を図り、大判タイルを用い落ち着いた仕上とした。また、地上につながる吹き抜けを設けその中に地上からの階段を置くことで、自然光を地下に導くとともに地下と地上の連続性を意識できるようにした。ホームは対向壁をストライプに塗り分け、モダンなメリハリの効いた空間とした。出入口の地上部は屋根をヴォールトとし、ハーバーランド地下街の屋根との調和を図った。換気塔は三角形の平面に曲線を用いて柔らかい船のイメージとなるように試みた。
海岸線が開業する直前の2000年に公募により集まった同年生まれの赤ちゃんの手形・足形を海岸線の各駅に展示しているが、当駅分にはのちにプロゴルファーとなった古江彩佳と安田祐香のものが含まれている。

### のりば
| ホーム | 路線   | 行先               |
| ------ | ------ | ------------------ |
| 1      | 海岸線 | 三宮・花時計前方面 |
| 2      | 海岸線 | 新長田方面         |

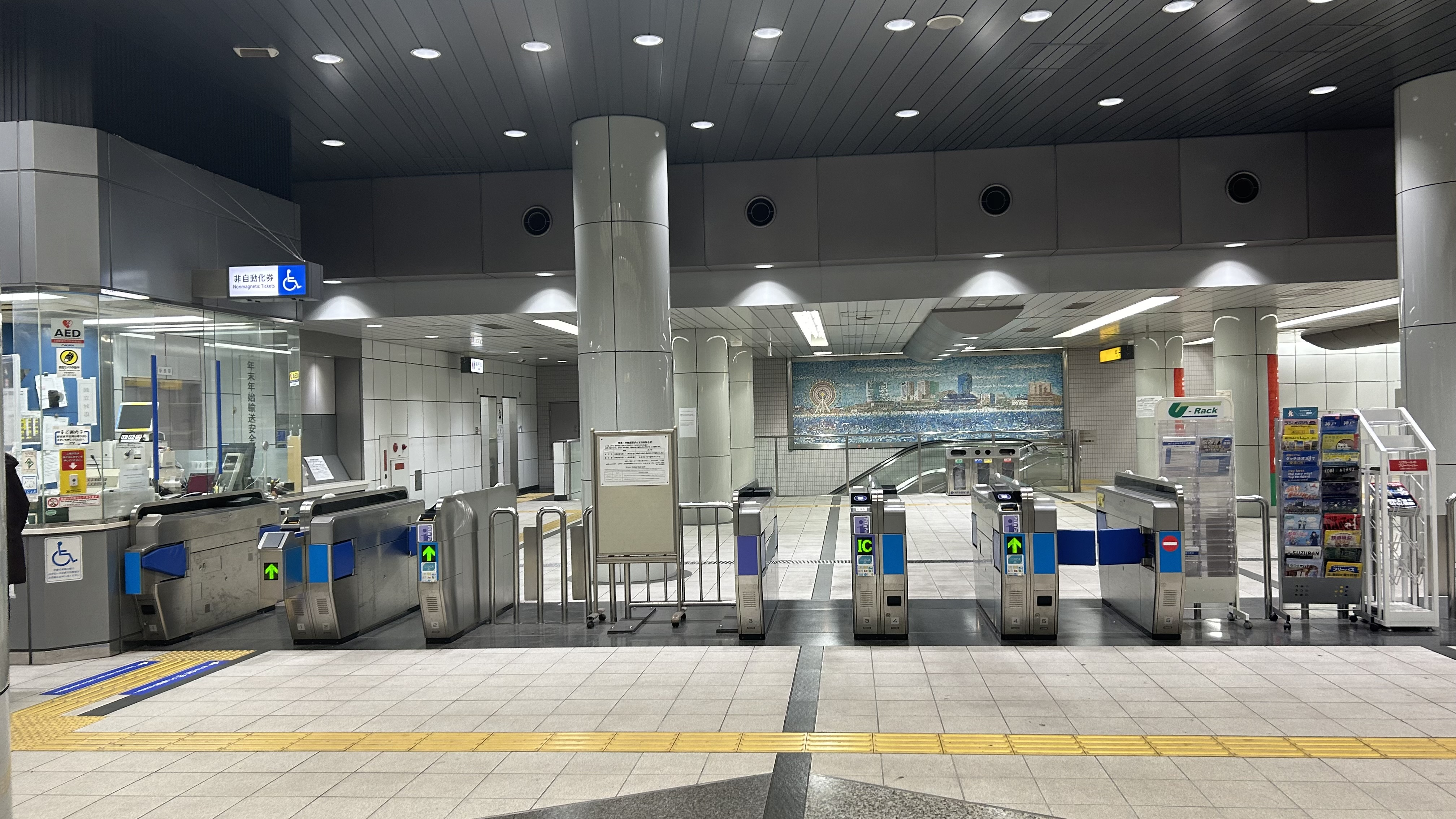
改札口
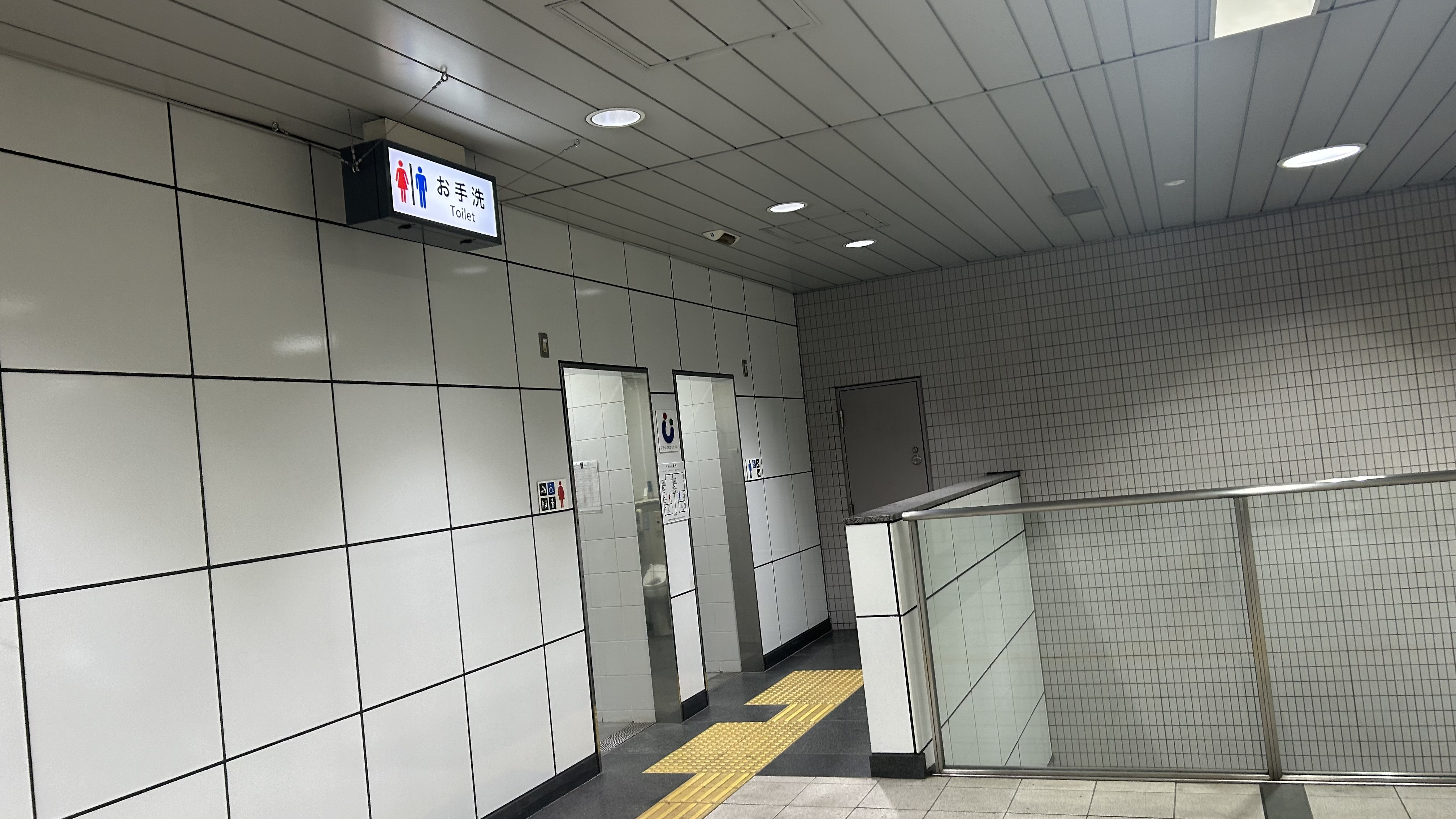
トイレ
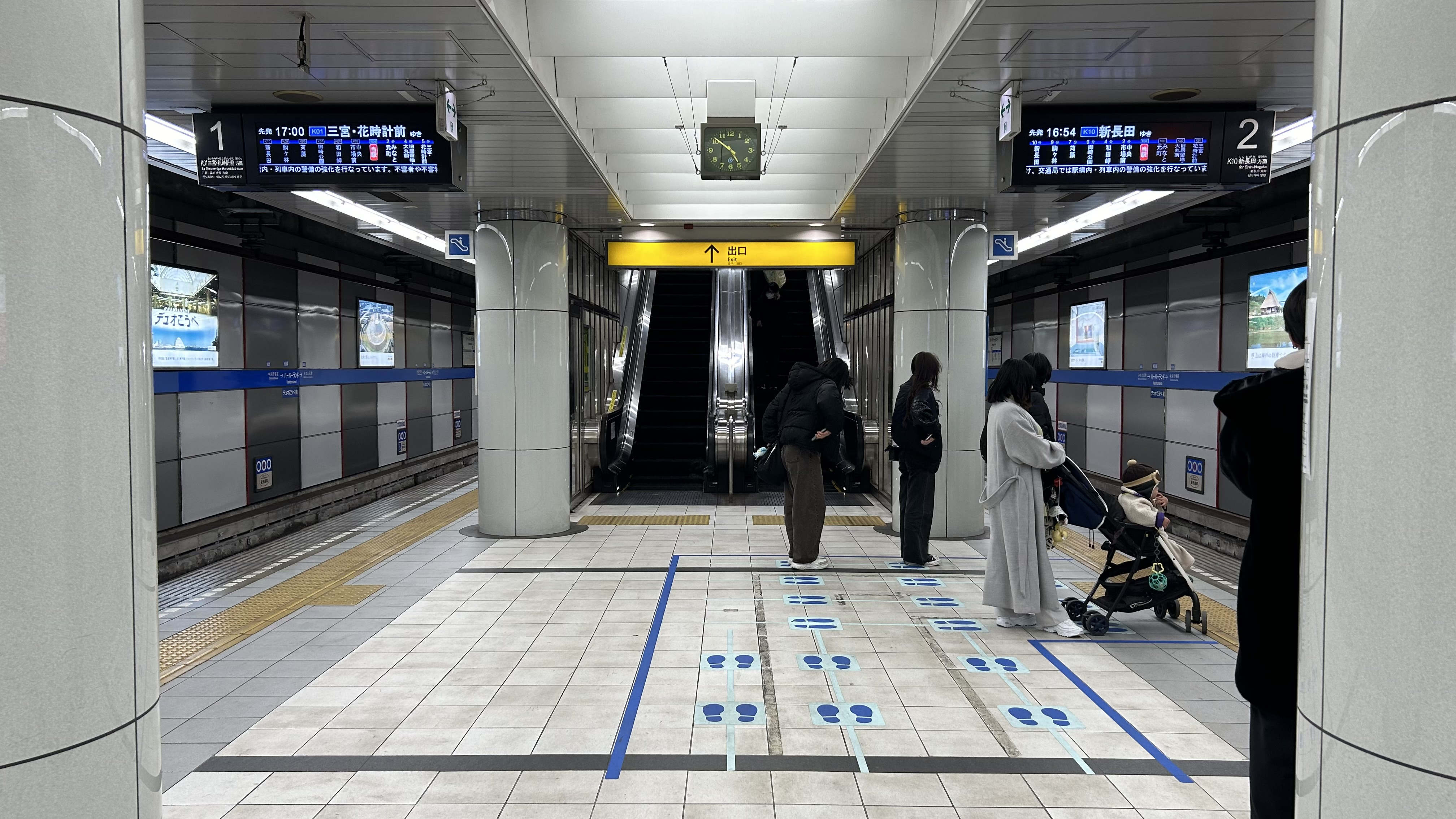
ホーム

### 出口
出入口は4か所あり、出口2はデュオ神戸と連絡通路で直結している。
JR神戸駅は出口1 阪神・阪急高速神戸駅は出口2のデュオ神戸経由が最寄りである
| 出口番号 | 位置                                   | 備考             |
| -------- | -------------------------------------- | ---------------- |
| 1        | 北緯34度40分44.8秒 東経135度10分42.8秒 |                  |
| 2        | デュオ神戸直結                         | エレベーターあり |
| 3        | 北緯34度40分44.7秒 東経135度10分45.1秒 |                  |
| 4        | 北緯34度40分40.0秒 東経135度10分42.0秒 |                  |

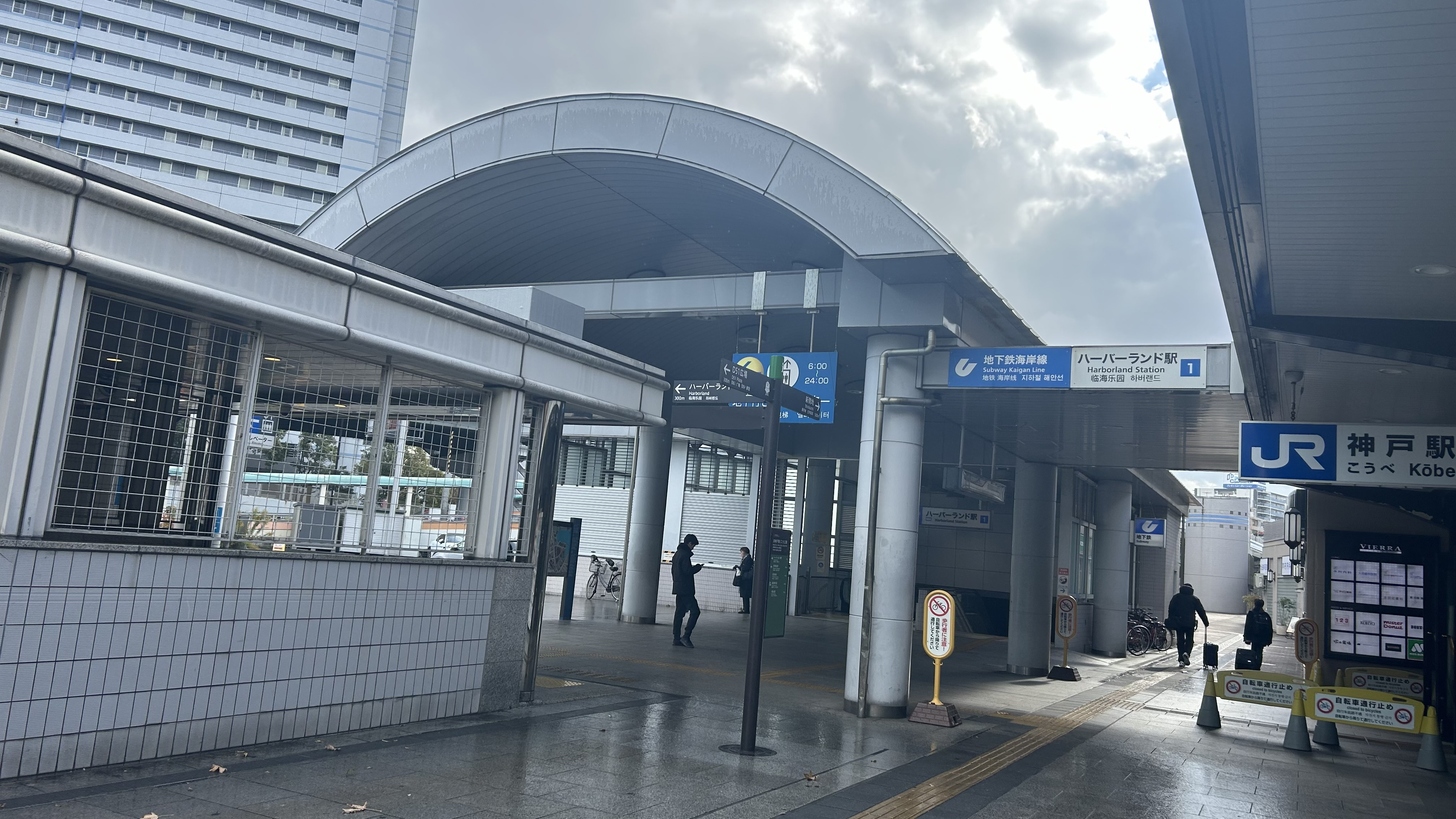
出口1
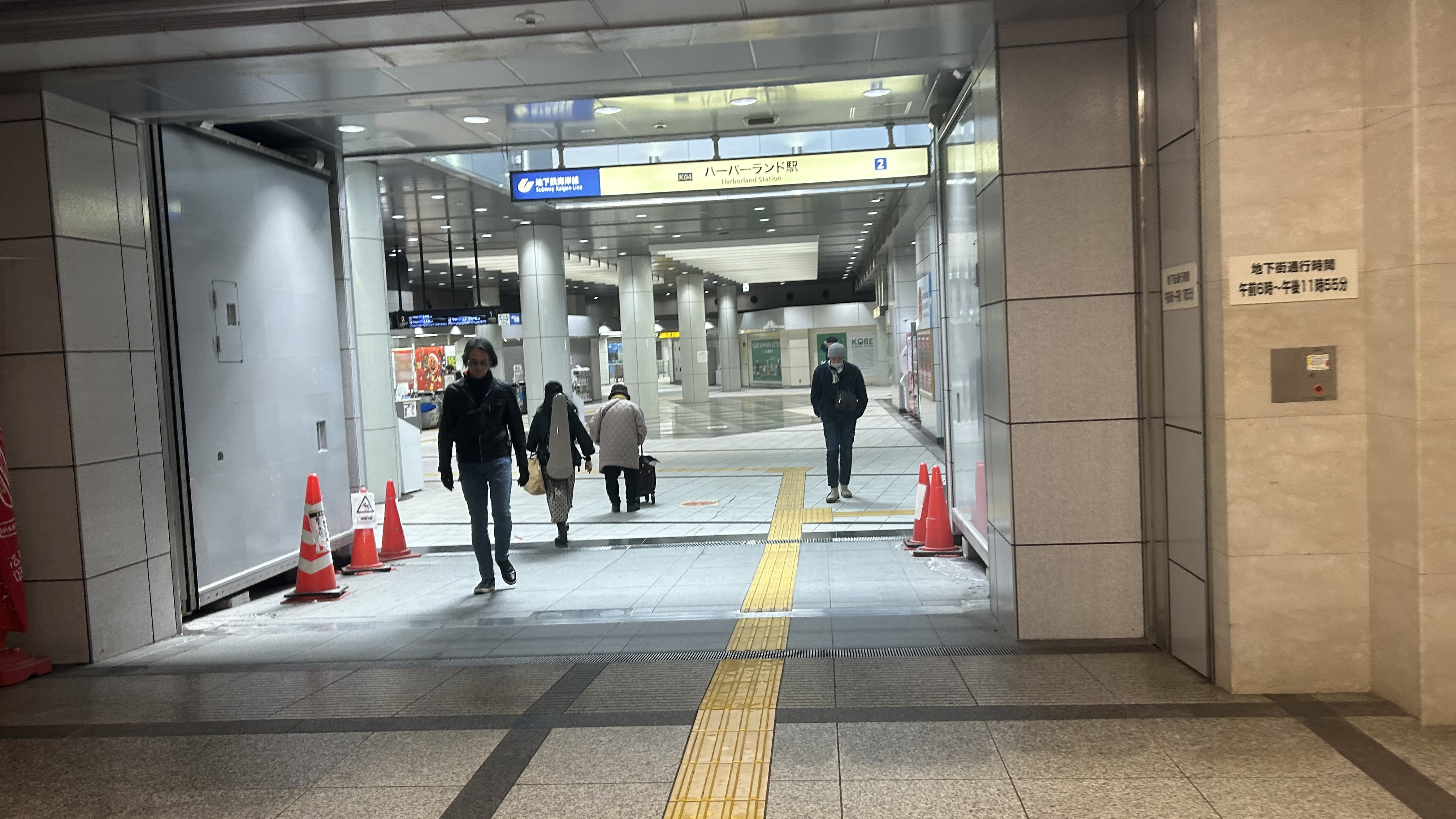
出口2
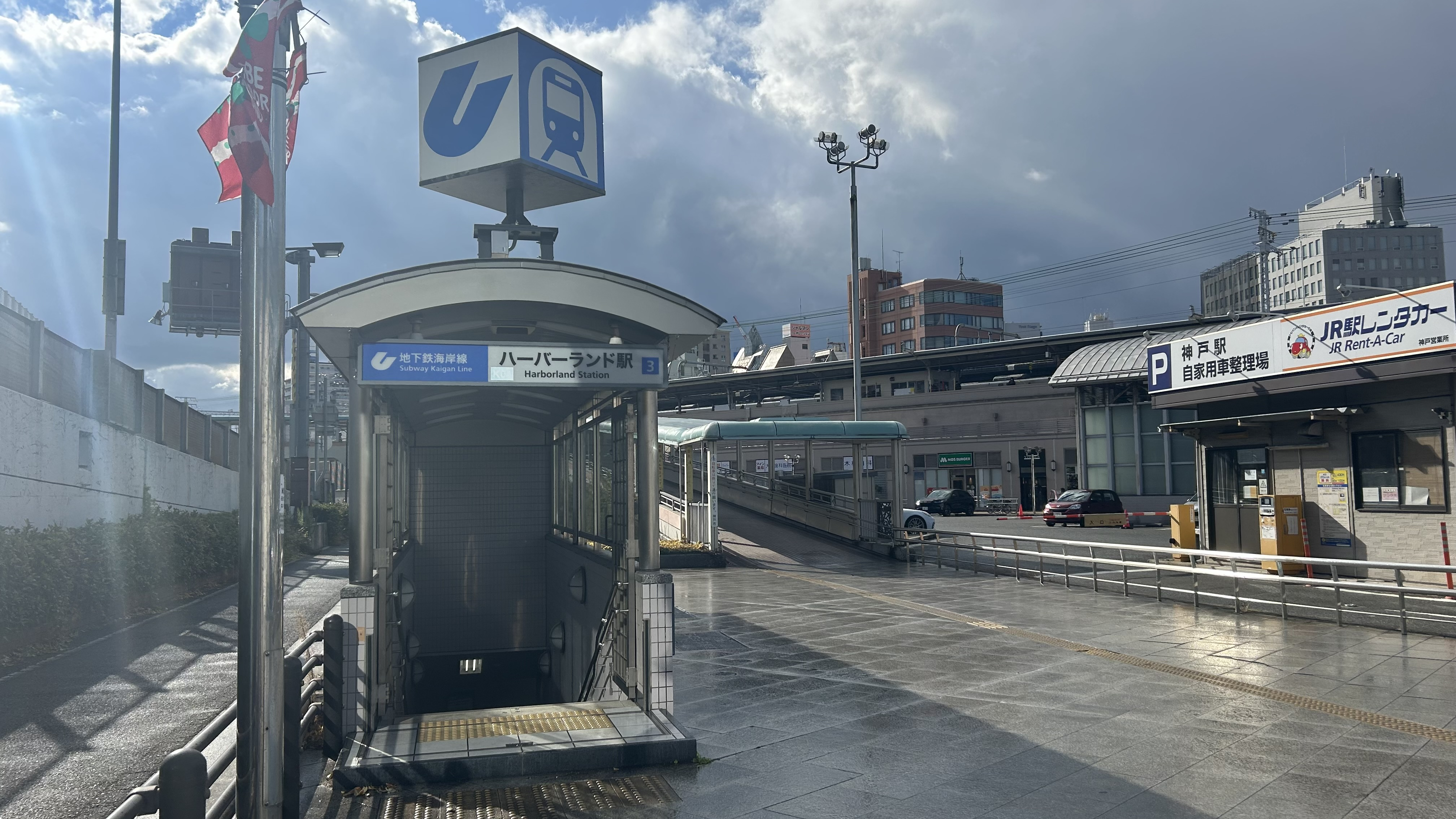
出口3
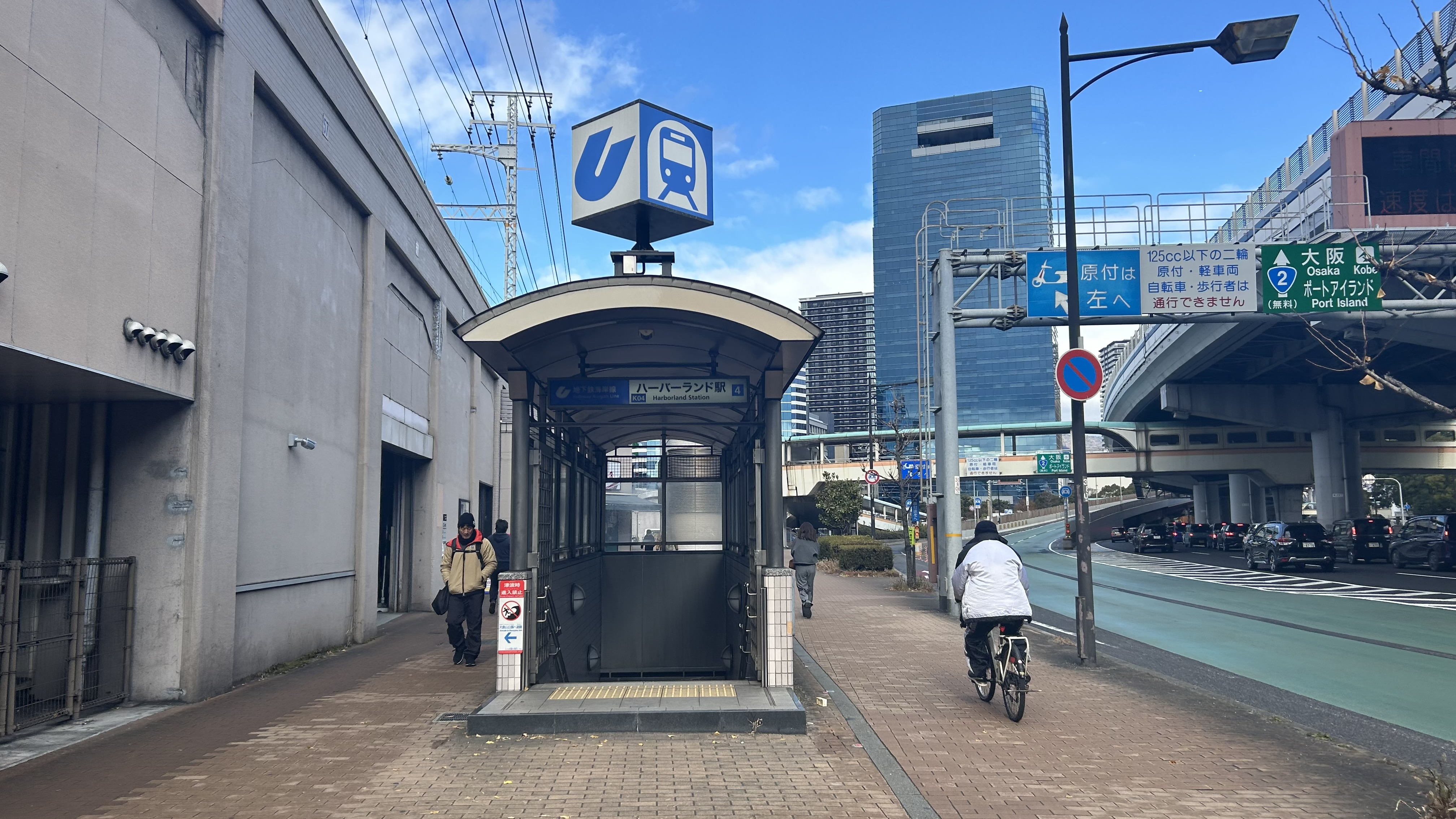
出口4
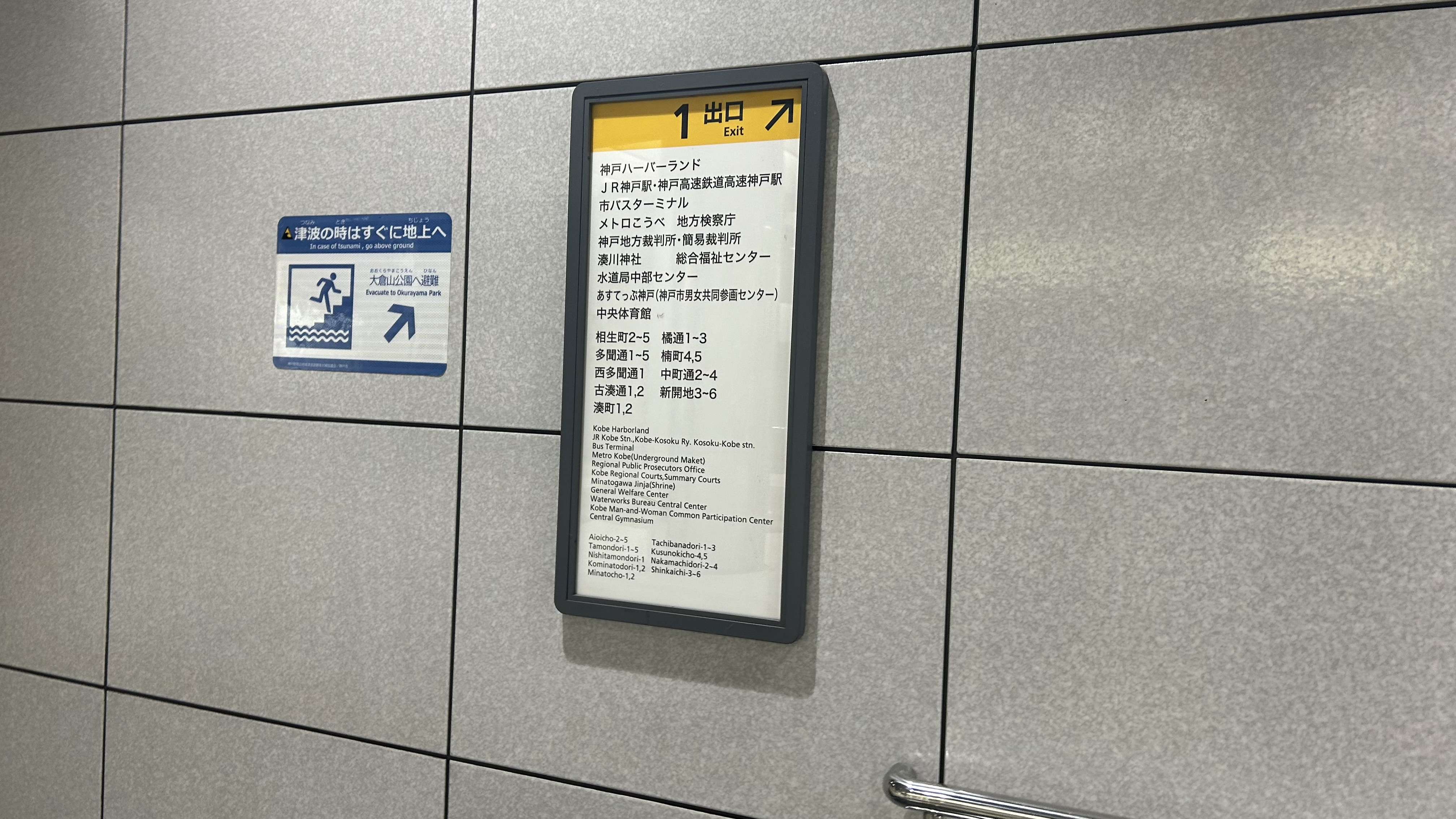
出口1案内
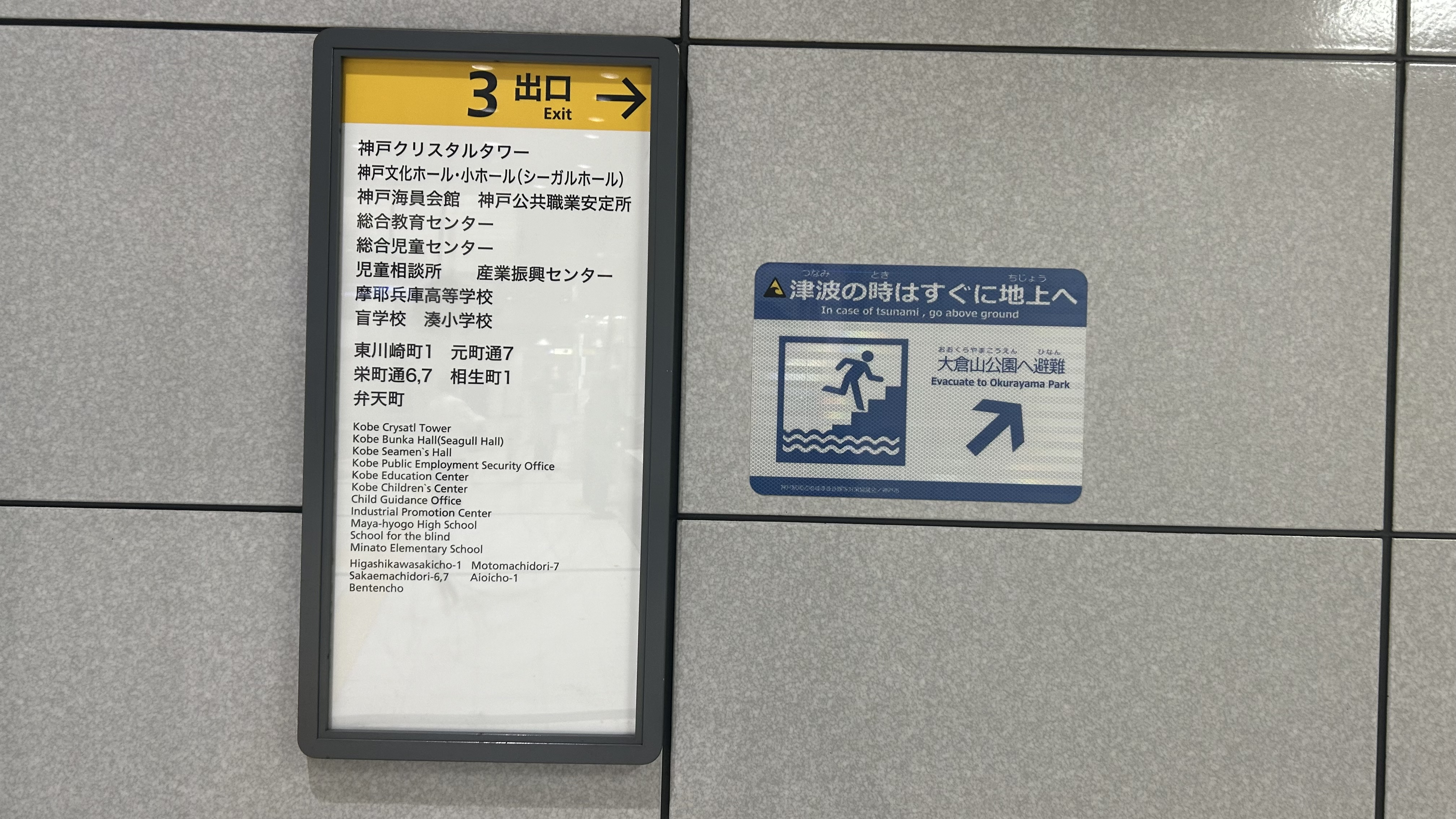
出口3案内
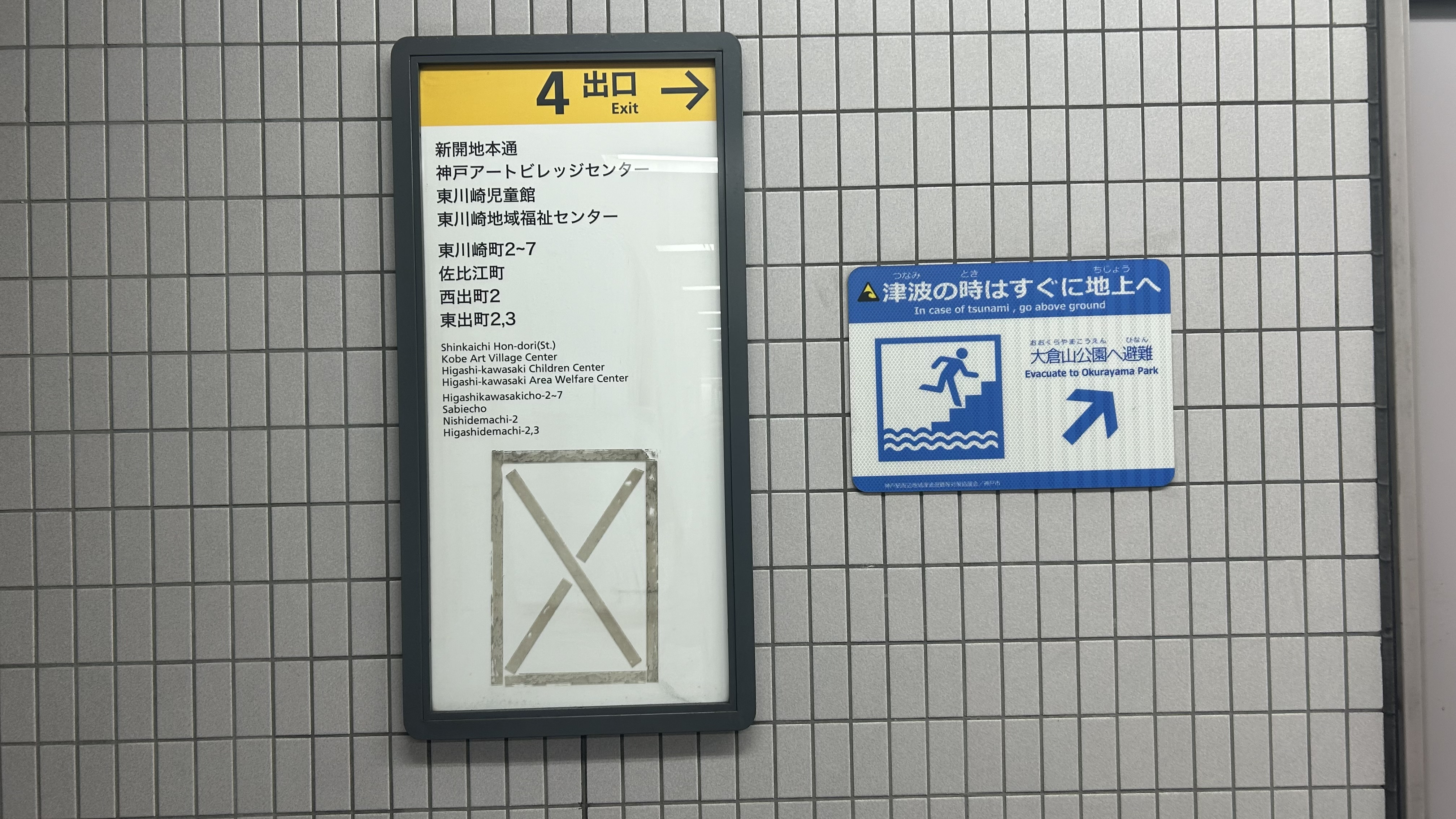
出口4案内

## 利用状況
2022年度の1日平均乗車人員は6,965人である。海岸線では和田岬駅、新長田駅、三宮・花時計前駅に次ぐ第4位。2007年度以降は減少傾向が続いていたが、2013年度は一転して大幅に増加し、現在も増加傾向が続いている。
2000年度の計画時では、2005年度の予測乗車人員は25,832人であり、海岸線では最も乗車人員が多い駅になるとされていた。しかし、2017年現在でも乗車人員は計画時の3割程度に留まっている。
開業以降の1日平均乗降・乗車人員は下表のとおり。
| 年度               | 1日平均 乗降人員 | 1日平均 乗車人員 |
| ------------------ | ---------------- | ---------------- |
| 2001年（平成13年） |                  | 5,248            |
| 2002年（平成14年） |                  | 5,821            |
| 2003年（平成15年） |                  | 6,049            |
| 2004年（平成16年） |                  | 6,256            |
| 2005年（平成17年） | 12,239           | 6,332            |
| 2006年（平成18年） |                  | 6,515            |
| 2007年（平成19年） |                  | 6,569            |
| 2008年（平成20年） |                  | 6,544            |
| 2009年（平成21年） |                  | 6,146            |
| 2010年（平成22年） |                  | 6,048            |
| 2011年（平成23年） |                  | 5,975            |
| 2012年（平成24年） |                  | 5,936            |
| 2013年（平成25年） |                  | 6,405            |
| 2014年（平成26年） |                  | 6,469            |
| 2015年（平成27年） |                  | 6,757            |
| 2016年（平成28年） |                  | 6,973            |
| 2017年（平成29年） |                  | 7,509            |
| 2018年（平成30年） |                  | 7,729            |
| 2019年（令和元年） |                  | 7,951            |
| 2020年（令和02年） |                  | 6,369            |
| 2021年（令和03年） |                  | 6,504            |
| 2022年（令和04年） |                  | 6,965            |

## 駅周辺
駅北側に地下街のデュオこうべが直結しており、神戸ハーバーランドへのアクセスルートとなっている。
駅地下街
- デュオこうべ
- メトロこうべ（神戸タウン）

駅北側（山手）
- 湊川神社（楠公さん）
- 神戸地方裁判所
- 神戸市立中央体育館
- 神戸文化ホール
- 神戸市立中央図書館
- 神戸大学医学部附属病院・医学部

駅南側（浜手）
- 神戸ハーバーランド[1]
  - 高浜旅客ターミナル - レストラン船「コンチェルト」、遊覧船「ロイヤルプリンス」等が発着する。
    - 旧神戸港信号所

  - ハーバーウォーク
  - 煉瓦倉庫レストラン街
  - 神戸アンパンマンこどもミュージアム&モール

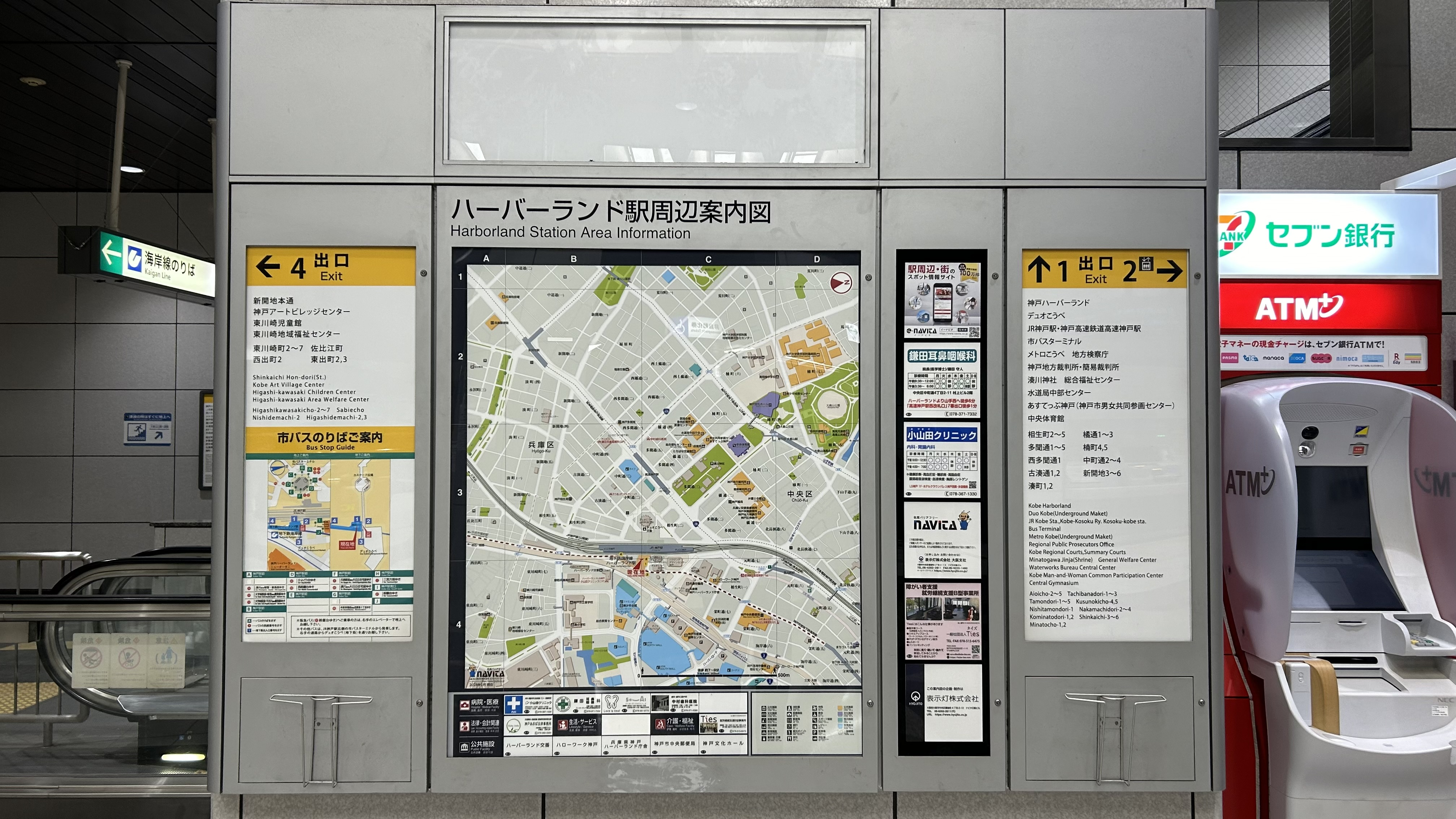
総合出口案内

  - umie MOSAIC
  - umie
  - 神戸ハーバーランドセンタービル
  - 神戸情報文化ビル
    - 神戸新聞社本社
    - ラジオ関西本社・スタジオ
- 神戸クリスタルタワー（川崎重工業神戸本社）
- 神戸駅前JUSTスクエア
  - サンテレビジョン本社・演奏所
  - 神戸ホテルジュラク
- 神戸中央郵便局

- 総合出口案内

## その他
- 建設時の仮称は「神戸駅」であった。

## 隣の駅
神戸市営地下鉄
海岸線
みなと元町駅 (K03) - ハーバーランド駅 (K04) - 中央市場前駅 (K05)
- 括弧内は駅番号を示す。